# Вогненний міст (фільм, 1976)
«Вогненний міст» (рос. «Огненный мост») — російський радянський художній фільм 1976 року режисера Бориса Ніренбурга за мотивами однойменної п'єси Бориса Ромашова.

## У ролях
- Юрій Каюров
- Алла Чернова
- Володимир Кенігсон
- Ніна Архипова
- Олександр Кайдановський
- Всеволод Сафонов
- Віктор Павлов
- Артем Іноземцев
- Антанас Габренас
- Олег Бєлов
- Раїса Рязанова
- Альберт Буров
- Еугеніу Плешко
- Лесь Сердюк
- Олександр Мовчан
- Юрій Гусєв
- Валерій Анісімов

## Творча група
- Сценарій: Елеонора Мілова
- Режисер: Борис Ніренбург
- Оператор: Юрій Журавльов, Євген Русаков
- Композитор: Ігор Єфремов